# Karl Burger (Mediziner)

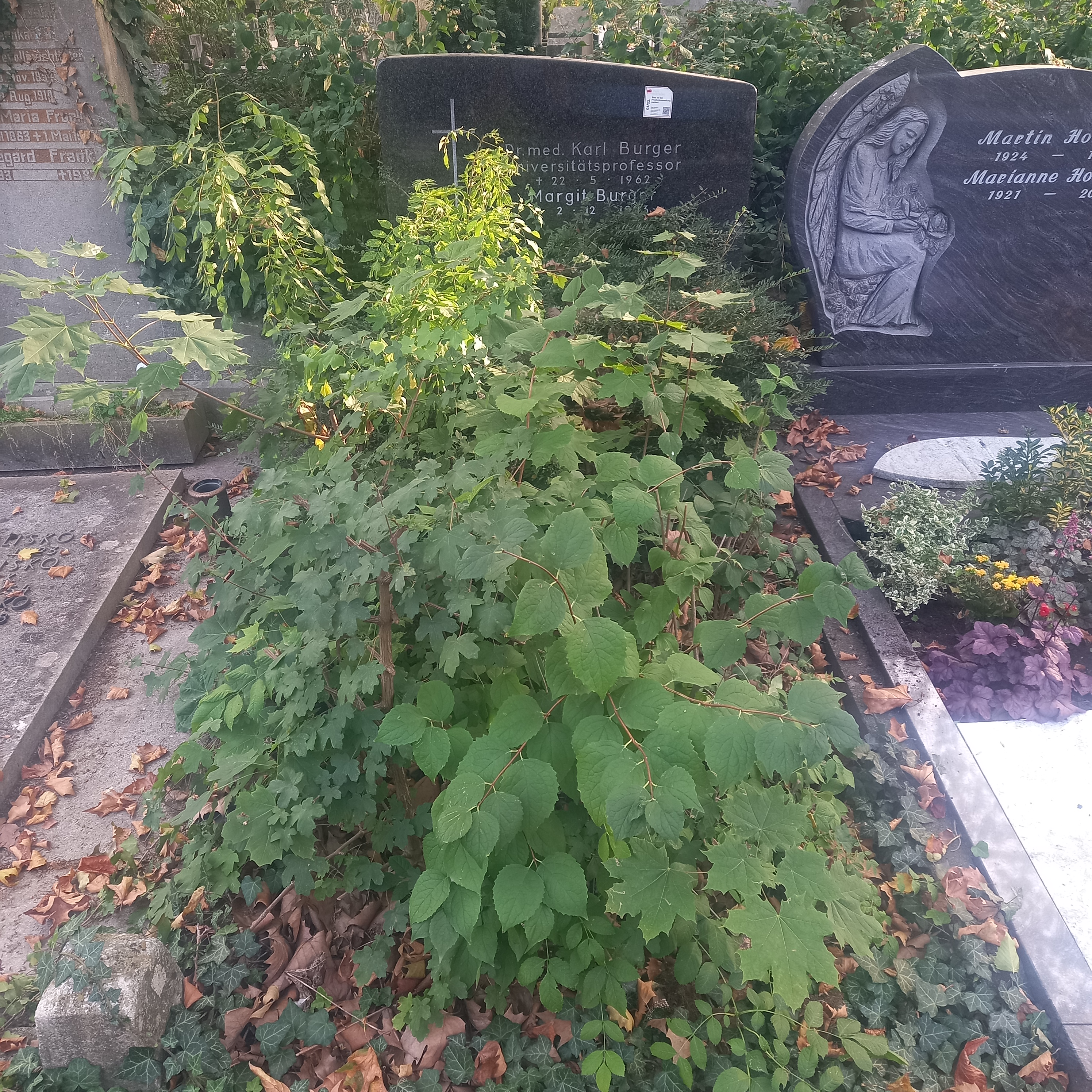
Das Grab von Karl Burger und seiner Ehefrau Marrgit auf dem Hauptfriedhof Würzburg

Karl Johann Burger (* 25. September 1893 in Budapest; † 22. Mai 1962 in Konstanz) war ein deutscher Gynäkologe.
Burger wuchs als Sohn deutscher Eltern in Budapest auf, wo er auch Medizin studierte mit der Promotion 1919. Er absolvierte eine Facharztausbildung in Gynäkologie und habilitierte sich 1927. Er wurde 1932 außerordentlicher Professor in Budapest, übernahm 1933 die Leitung der Hebammenlehranstalt und wurde 1936 ordentlicher Professor. Ab 1946 war er an der Julius-Maximilians-Universität Würzburg, wo er als Unbelasteter die Leitung der Universitäts-Frauenklinik übernahm, die er nach Kriegszerstörung wieder aufbaute, und den Lehrstuhl für Geburtshilfe und Gynäkologie. 1961 wurde er emeritiert.
Er war Arzt der Familie von Otto von Habsburg.

## Schriften
- Geburtshilfliche Operationslehre, 1952